# ماتسودایرا میتسومیچی
ماتسودایرا میتسومیچی (به ژاپنی: 松平 光通 Matsudaira Mitsumichi); ۱۰ ژوئن ۱۶۳۶ – ۲۹ آوریل ۱۶۷۴) سامورایی در دوره ادو در قلمروی فوکوئی اهل ژاپن بود. وی در اثر افسردگی شدید خودکشی کرد.